# チャン・リー (キックボクサー)
チャン・リー（1991年11月23日 - ）は、日本の元女子キックボクサー。本名及び旧リングネームは永田 恵梨子（ながた えりこ）。神奈川県横須賀市出身。K-1ジム五反田チームキングスに所属していた。

## 経歴
2016年8月6日、ディファ有明で行われたDEEP JEWELS 13で真理DATEと対戦し判定勝ち。当時は本名の永田恵梨子を名乗り、「Club E.D.O」に所属していた。
2016年11月13日、新宿FACEで行われた「SKKB vol.6」で華DATEと「SKKB女子フライ級王座」の初代王者決定戦を行い判定負け。この試合からリングネームを「チャン・リー」に改める。
2018年9月1日、K-1グループ初参戦となる「KHAOS.6」でテキサス・アユミと対戦し、延長の末判定勝ち。
2019年7月21日、K-1 KRUSH FIGHT 103で菅原美優と対戦し判定負け。この試合から所属が「ROCK-ON」となり、また3月に幼稚園の先生の職を辞し格闘技一本に絞る。
2020年3月28日、無観客での開催となったKrush.112で森川侑凛と対戦し判定勝ち。この試合からK-1ジム五反田チームキングス所属となる。
2020年7月21日、Krush.115でMOEと第3代Krush女子アトム級王座決定トーナメント準決勝で対戦するも判定負け。
2020年11月21日、Krush-EX 2020 vol.3で3年前にダウンの応酬で引き分けた豊嶋里美と再戦し判定勝ち。
2021年6月5日、Krush-EX 2021 vol.3で紗依茄と対戦し判定勝ち。それまで思うように結果を出せず、この試合に格闘技人生を賭けて臨んだが、その後も勝利と敗戦を交互に繰り返す状況が続いた。
2022年6月25日、国立代々木競技場第二体育館で行われた「K-1 WORLD GP 2022 JAPAN ～RING OF VENUS～」で紗依茄と再戦し2RKO勝ち。5年前に松本彩（のちの村上彩）から挙げて以来のKO勝ちとなった。
2022年10月28日、Krush.142のメインイベントで菅原美優の持つKrush女子アトム級王座に挑戦したが3RKO負け。
2023年11月14日、シュートボクシングに初参戦しMISAKIと対戦するもダウンを奪われ敗れる。結果的にこれが現役最後の試合となる。
2024年12月29日に現役引退を発表した。

## 戦績
| キックボクシング 戦績 | キックボクシング 戦績 | キックボクシング 戦績 | キックボクシング 戦績 | キックボクシング 戦績 | キックボクシング 戦績 | キックボクシング 戦績 |
| --------------------- | --------------------- | --------------------- | --------------------- | --------------------- | --------------------- | --------------------- |
| 20 試合               | (T)KO                 | 判定                  | その他                | 引き分け              | 無効試合              |                       |
| 9 勝                  | 2                     | 7                     | 0                     | 1                     | 0                     |                       |
| 10 敗                 | 1                     | 9                     | 0                     | 1                     | 0                     |                       |

| 勝敗 | 対戦相手         | 試合結果                 | 大会名 | 開催年月日     |
| ×    | MISAKI           | 3分3R終了 判定0-3        | SHOOT BOXING 2023 シリーズ Final -Start towards 40th anniversary-                                                | 2023年11月14日 |
| ○    | KAI              | 3分3R終了 判定3-0        | Krush～RING OF VENUS～                                                                                           | 2023年4月8日   |
| ×    | 菅原美優         | 3R2:29 KO                | Krush.142 【Krush女子アトム級タイトルマッチ】                                                                    | 2022年10月28日 |
| ○    | 紗依茄           | 2R1:26 KO                | K-1 WORLD GP 2022 JAPAN ～RING OF VENUS～ 【K-1 WORLD GP初代女子アトム級王座決定トーナメント・リザーブファイト】 | 2022年6月25日  |
| ○    | Kiho             | 3分3R終了 判定3-0        | Krush.133 | 2022年1月28日  |
| ×    | 山田真子         | 3分3R終了 判定0-3        | Krush.131 | 2021年11月20日 |
| ○    | 紗依茄           | 2分3R終了 判定2-1        | Krush-EX 2021 vol.3                                                                                              | 2021年6月5日   |
| ×    | NOZOMI           | 2分3R終了 判定0-3        | Krush.122 | 2021年2月27日  |
| ○    | 豊嶋里美         | 2分3R終了 判定2-0        | Krush-EX 2020 vol.3                                                                                              | 2020年11月21日 |
| ×    | MOE              | 3分3R終了 判定3-0        | Krush.115 【第3代Krush女子アトム級王座決定トーナメント準決勝】                                                   | 2020年7月21日  |
| ○    | 森川侑凛         | 2分3R終了 判定3-0        | Krush.112 | 2020年3月28日  |
| ×    | 優               | 2分3R終了 判定0-3        | K-1 KRUSH FIGHT 107                                                                                              | 2019年11月8日  |
| ×    | 菅原美優         | 2分3R終了 判定0-2        | K-1 KRUSH FIGHT 103                                                                                              | 2019年7月21日  |
| ○    | テキサス・アユミ | 2分3R+延長1R終了 判定2-1 | KHAOS.6 | 2018年9月1日   |
| ×    | 祥子             | 3分3R終了 判定0-3        | DEEP八王子超人祭り！2018                                                                                         | 2018年4月1日   |
| △    | 豊嶋里美         | 2分3R終了 判定0-0        | J-FIGHT&J-GIRLS 2017～J-NETWORK 20th Anniversary～8th                                                            | 2017年10月29日 |
| ×    | 喜多村美紀       | 2分3R終了 判定0-3        | J-FIGHT&J-GIRLS 2017 6th                                                                                         | 2017年8月27日  |
| ○    | 松本彩           | 1R1:14 TKO               | DEEP八王子超人祭り！2017                                                                                         | 2017年4月2日   |
| ×    | 華DATE           | 3分3R終了 判定0-3        | SKKB vol.6 【SKKB女子フライ級初代王者決定戦】                                                                    | 2016年11月23日 |
| ○    | 真理DATE         | 3分2R終了 判定2-0        | DEEP JEWELS 13                                                                                                   | 2016年8月6日   |

## テレビ出演
- OFLIFE（2020年7月29日、毎日放送）

## デジタル写真集
- チャン・リー 戦う女グラフィティ【105P完全版】ヤンマガデジタル写真集（2023年7月28日、講談社）